# 클라다 링

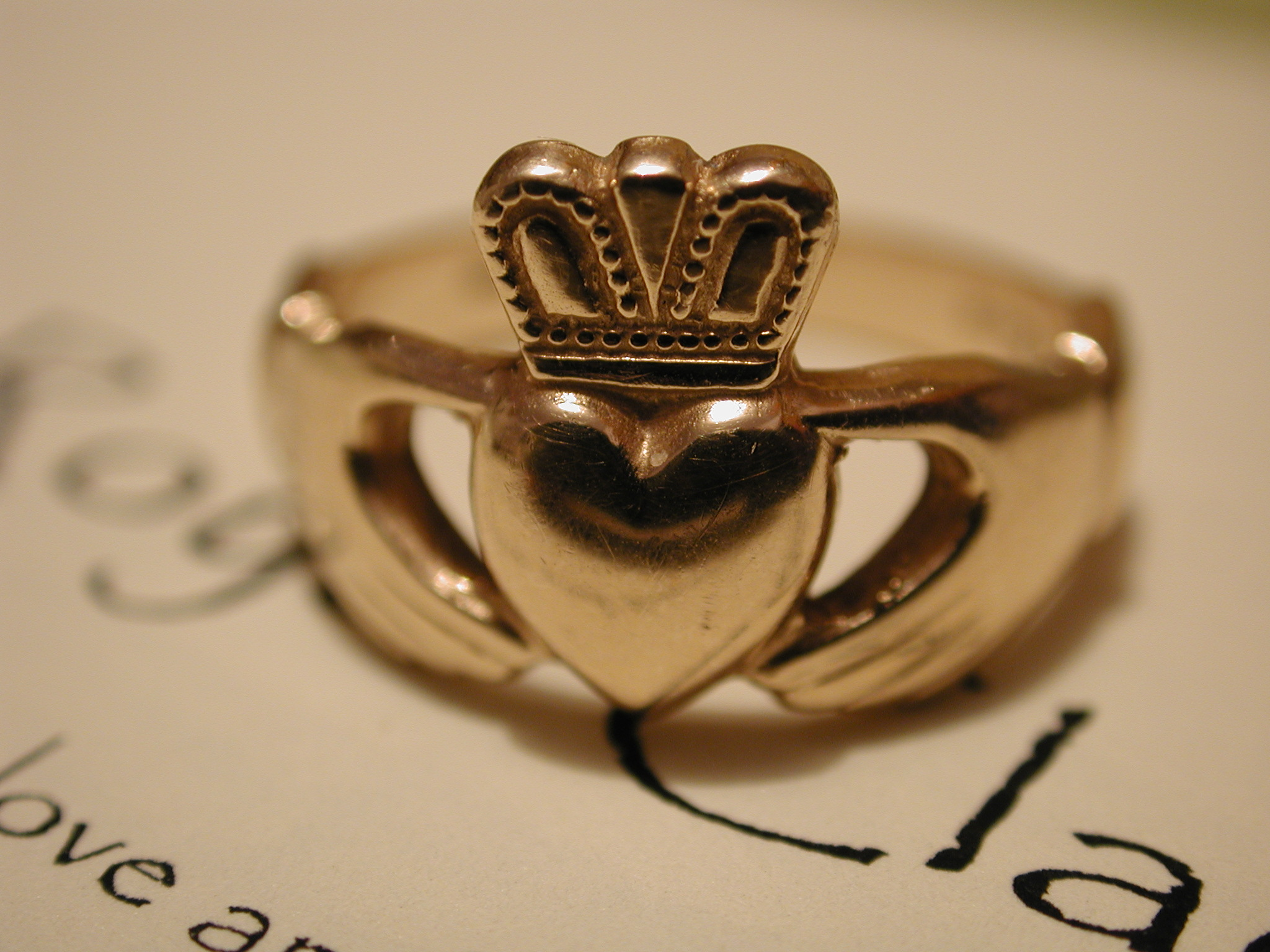
클라다 링

클라다 링(Claddagh ring)은 아일랜드의 전통 공예 반지이다. 하트는 사랑을, 크라운은 충성을, 두 손은 우정을 상징하는 전통적인 아일랜드 반지이다.
이와 관련된 디자인 및 관습은 골웨이 카운티의 클라다(Claddagh)에서 시작되었다. 현대적인 형태는 17세기에 처음 생산되었다.